# Гондорф (Бітбург-Прюм)
Гондорф (нім. Gondorf) — громада в Німеччині, розташована в землі Рейнланд-Пфальц. Входить до складу району Бітбург-Прюм. Складова частина об'єднання громад Бітбургер-Ланд.
Площа — 3,75 км2. Населення становить 258 ос. (станом на 31 грудня 2020).